# Villa Hermann Metzke

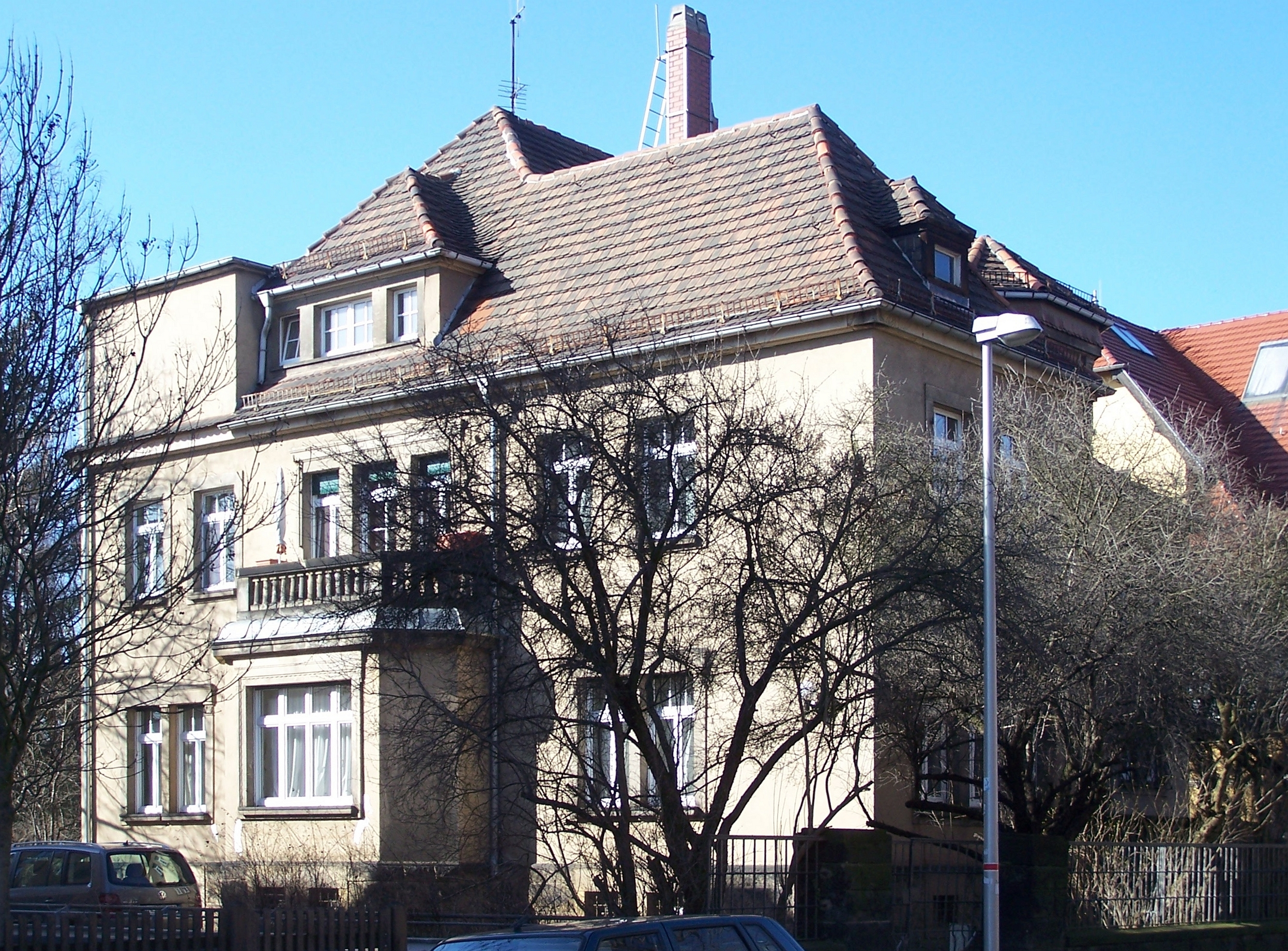
Villa Hermann Metzke

Die Villa Hermann Metzke liegt in der Straße des Friedens 55 im Stadtteil Serkowitz der sächsischen Stadt Radebeul. Sie wurde 1912 durch die ortsansässige Baufirma F. W. Eisold für den Chemiker Hermann Metzke errichtet, vermutlich nach Plänen des Dresdner Architekten J. Arthur Bohlig.

## Beschreibung
Das zusammen mit seiner Einfriedung unter Denkmalschutz stehende Gebäude ist eine „[a]ufwendige zweigeschossige Villa mit stark bewegtem Grund- und Aufriss“ sowie einem hohen, ausgebauten Walmdach. In der Hauptansicht steht rechts der Mitte ein seitenrisalitähnlicher Baukörper mit einem polygonalen, turmartigen Dachaufsatz auf seiner linken Seite, dieser ehemals mit einer das Gebäude überragenden Haube mit Spitze, heute jedoch nur noch mit einem flachen Zeltdach. Links in der Hauptansicht ragt ein kurzer Seitenflügel über die Fluchtlinie des Gebäudes hervor. Zwischen diesen beiden befindet sich ein Söller, vor dem sich im Erdgeschoss eine Terrasse mit Balustrade und eine Freitreppe befindet, die zum Haupteingang führt. Dieser besteht aus einem Rundbogenportal aus ornamentalen Sandsteinarbeiten.
In der rechten Nebenansicht befindet sich unter einem Vordach ein Nebeneingang. In der linken Seitenansicht steht ein Altan mit einer Balustrade.
Das verputzte Gebäude trägt reichlich Sandsteingliederungen, dazu teilweise Ziergitter. Die Fenster, die im Obergeschoss ehemals Klappläden hatten, sind teilweise ornamental verglast. Das Drillingsfenster im Erdgeschoss der Hauptansicht wird durch ein reich ornamentiertes Gewände aus Sandstein eingerahmt.
Die Einfriedung besteht aus Eisengittern auf einem bossierten Sandsteinsockel.

## Geschichte
Der Chemiker Hermann Metzke ließ sich 1912 durch den Serkowitzer Baumeister Wilhelm Eisold eine Villa erbauen, deren Pläne mutmaßlich von dem für Eisold arbeitenden Architekten J. Arthur Bohlig stammten.
Im Jahr 1926 erweiterte der Architekt Max Czopka das Gebäude auf der Rückseite durch einen dreigeschossigen Anbau. Der Anbau eines Treppenhauses sowie der Einbau von Dachgeschosswohnungen erfolgte 1934, damit erfolgte der Umbau zur Mietvilla.
Im Jahr 1972 wurde das Gebäude zum Standesamt umgebaut.